# Liste der Monuments historiques in Garnat-sur-Engièvre
Die Liste der Monuments historiques in Garnat-sur-Engièvre führt die Monuments historiques in der französischen Gemeinde Garnat-sur-Engièvre auf.

## Liste der Objekte
| Bezeichnung                   | Beschreibung               | Standort                        | Kennzeichnung | Schutzstatus | Datum | Bild |
| ----------------------------- | -------------------------- | ------------------------------- | ------------- | ------------ | ----- | ---- |
| Skulptur des heiligen Blasius | Holz, polychrom gefasst    | in der Kirche St-Germain (Lage) | PM03001529    | Inscrit      | 2000  |      |
| Skulptur Madonna mit Kind     | Kalkstein, 16. Jahrhundert | in der Kirche St-Germain (Lage) | PM03001764    | Inscrit      | 2014  |      |